# Denis-François Angran d'Alleray
Denis-François Angran d’Alleray (Paris 19 février 1716 – guillotiné 9 floréal an II), comte des Maillis, seigneur d'Alleray, de Groslay, de Bazoches et de Pierre-Perthuis, fut un lieutenant civil au Châtelet de Paris, et le dernier seigneur de Vaugirard.

## Biographie
Denis-François Angran d'Alleray (seigneurie acquise par son père Louis-Euverte Angran en 1719 : Allerayet ), chevalier, comte des Maillis (Mailly et Mailly, plus Merry, par échange avec le roi en 1772 : Merry La Tour), seigneur de Bazoches (par acquisition en 1745), Condé, Sainte-Libière et autres lieux, seigneur-patron de Vaugirard lez Paris, conseiller du Roy en ses Conseils, conseiller honoraire en sa Cour de Parlement, ancien Procureur général de Sa Majesté en son grand Conseil, lieutenant civil de la Ville, Prévôté et Vicomté de Paris.
Il permit l'acquisition d'un terrain pour y établir le cimetière de Saint-Sulpice.
Pendant la Terreur, il est condamné à mort le 9 floréal an II (28 avril 1794), comme contre-révolutionnaire pour avoir envoyé de l’argent à ses enfants émigrés, et exécuté le même jour.
Il répondit à l’un de ses juges du tribunal révolutionnaire de Paris qui lui demandait s’il ignorait la loi interdisant de financer l’émigration : « Non, mais j’en connais une plus sacrée : c’est celle qui ordonne aux pères de nourrir leurs enfants. »
Lors de sa condamnation, il demeurait cul-de-sac Pequet.

### Mariage et descendance

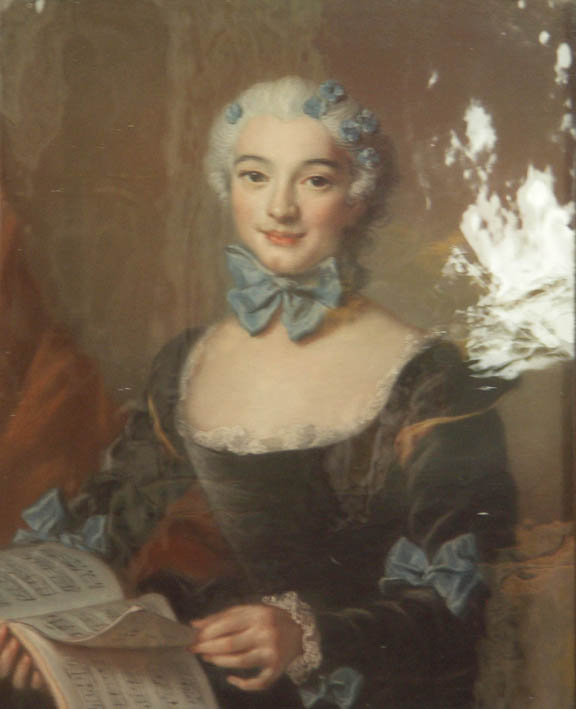
Marie Angélique Darlus en 1735.

Denis Angran d'Alleray épouse en 1738 Catherine Geneviève de Verthamon, décédée sans postérité en 1740, fille de François de Verthamon, seigneur d'Ambloy, puis se remarie en 1742 avec Marie Angélique Darlus (1724-1802), fille de André Guillaume Darlus, fermier-général, et de Françoise Geneviève Gaudicher. Du second mariage, il eut trois filles :
1. Marie-Adélaïde Angran d'Alleray (1743-1814), mariée en 1763 avec César Henri Guillaume de La Luzerne (1737-1799), seigneur de Beuzeville, lieutenant général des armées du Roi, gouverneur général de Saint-Domingue (1785-1787), secrétaire d'État à la Marine (1787-1790), dont postérité ;
2. Félicité Angran d'Alleray (1745-1829), mariée en 1764 avec Louis Hurault, marquis de Vibraye (1733-1802), maréchal de camp, dont postérité (acquisition renouvelée de Cheverny en 1825 par leur fils Anne-Denis-Victor Hurault de Vibraye) ;
3. Rose Mélanie Angran d'Alleray (1747-1788), mariée en 1787 avec Anne César, marquis de La Luzerne (1741-1791), sans postérité[3].

## Hommages
La rue d'Alleray, le jardin d'Alleray et le jardin d'Alleray - Procession portent son nom dans le 15e arrondissement de Paris.